# Liga de fútbol de Saint Thomas
La Liga de futbol de St. Thomas y St. John es un campeonato de fútbol regional que se juega en Saint Thomas y Saint John, Islas Vírgenes de los Estados Unidos. Los dos mejores equipos del campeonato clasifican para el Campeonato de fútbol de las Islas Vírgenes Estadounidenses.

## Equipos 2025
- LRVI FC
- New Vibes SC
- Raymix SC
- Massey SA

## Palmarés
- 1971: Trendsetters United
- 1972: Trendsetters United
- 1973: Trendsetters United
- 1974: Trendsetters United
- 1975: Trendsetters United
- 1976: Caines Auto United
- 1977: Caines Auto United
- 1978: Caines Auto United
- 1979/80: CVI Bucs
- 1980: Brazil Internationals
- 1981/1995: desconocido
- 1995/96: MI Roc Masters
- 1996/97: Saint John United SC (Cruz Bay)
- 1997/98: MI Roc Masters
- 1998/99: MI Roc Masters
- 1999/00: UWS Upsetters SC
- 2000/01: UWS Upsetters SC
- 2001/02: Waitikubuli United SC
- 2002/03: Waitikubuli United SC
- 2003/04: desconocido (no ganado por Positive Vibes)
- 2004/05: Positive Vibes
- 2005/06: Positive Vibes
- 2006/07: Positive Vibes
- 2007/08: Positive Vibes
- 2008/09: New Vibes
- 2009/10: Positive Vibes
- 2010/11: aparentemente no realizado
- 2011/12: New Vibes
- 2012/13: Positive Vibes
- 2013/14: Positive Vibes
- 2014/15: Raymix
- 2015/16: Raymix
- 2016/17: Raymix
- 2017/2022: no disputado
- 2022/23: New Vibes
- 2024: LRVI FC

## Títulos por equipo
| Club                  | Títulos | Años campeón                                                  |
| --------------------- | ------- | ------------------------------------------------------------- |
| Caines Auto United    | 8       | 1971, 1972, 1973, 1974, 1975, 1976, 1977, 1978                |
| Positive Vibes        | 7       | 2004-05, 2005-06, 2006-07, 2007-08, 2009-10, 2012-13, 2013-14 |
| MI Roc Masters        | 3       | 1995-96, 1997-98, 1998-99                                     |
| Raymix                | 3       | 2014-15, 2015-16, 2016-17                                     |
| New Vibes             | 3       | 2008-09, 2011-12, 2022-23                                     |
| Waitikubuli United SC | 2       | 2001-02, 2002-03                                              |
| UWS Upsetters SC      | 2       | 1999-00, 2000-01                                              |
| CVI Bucs              | 1       | 1979-80                                                       |
| Brazil Internationals | 1       | 1980                                                          |
| Saint John United SC  | 1       | 1996-97                                                       |
| LRVI FC               | 1       | 2004                                                          |

1. ↑  Ganó cinco títulos bajo el nombre Trendsetters United.

## Goleadores
| Año     | Jugador       | Club           | Goles |
| ------- | ------------- | -------------- | ----- |
| 2009/10 | Amon Bascombe | Positive Vibes | ?     |